# Antoní Soler de Lloberas i Quintanas
Antoní Soler de Lloberas i Quintanas (Gaià, Bages, 1819-1892) va ésser un hisendat i delegat a l'Assemblea de Manresa (1892).